# Trum (Geologie)
Als Trum oder Gangtrum wird in der Geologie ein von einem Gang abzweigendes Teilstück bezeichnet. Weitere Bezeichnungen sind Beitrum oder Nebentrum. Das Gegentrum ist die Fortsetzung eines Ganges auf der gegenüberliegenden Talseite.

„Trum (Mehrz. Trume oder Trümer), in der Geologie ein schmaler Gang, besonders ein von dem Hauptgang sich abzweigender, wenig mächtiger Nebengang (vgl. Gang).“